# 沙梨頭圖書館

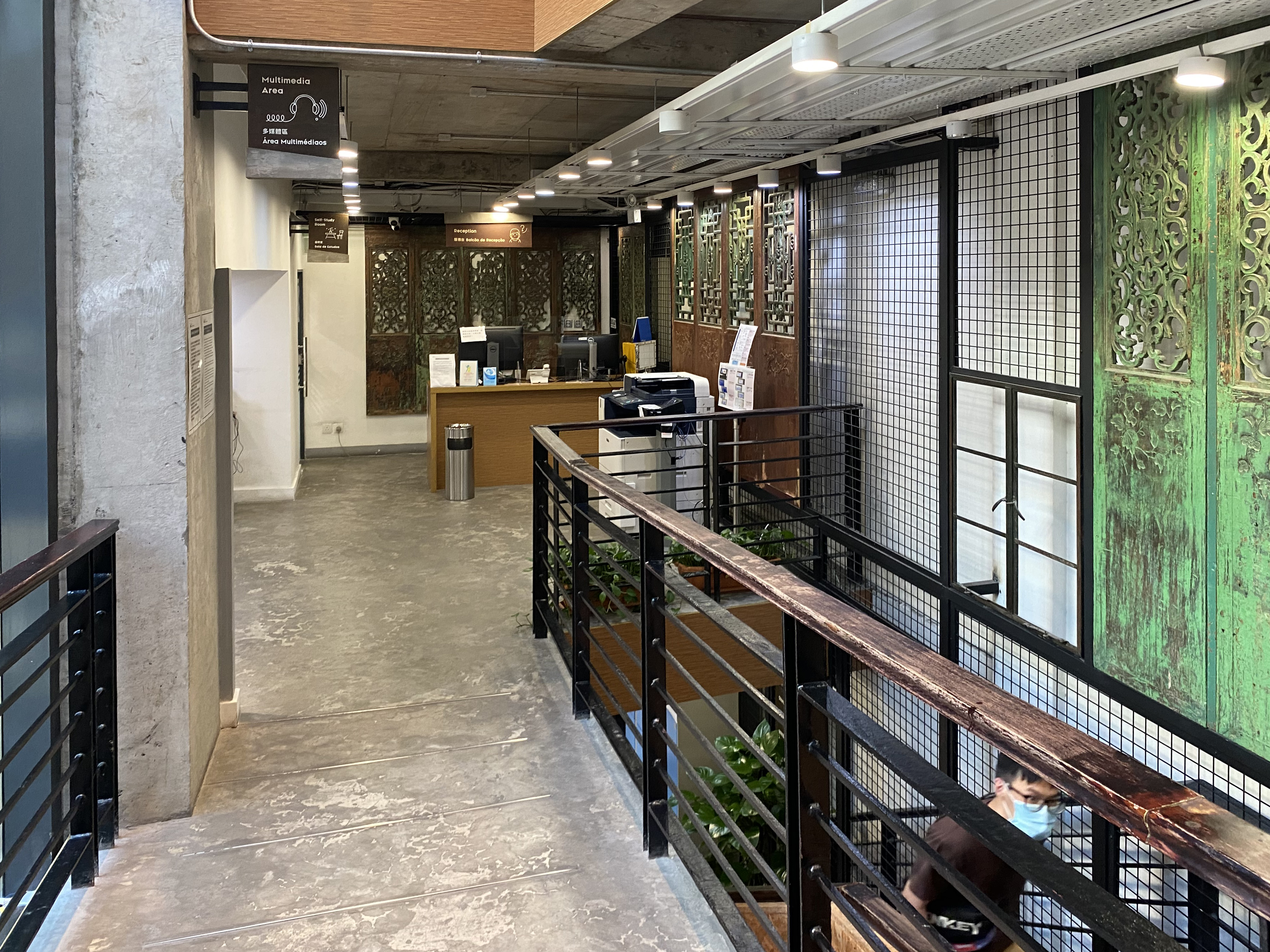
樓梯旁設置以原建築物的門製作成的裝置藝術

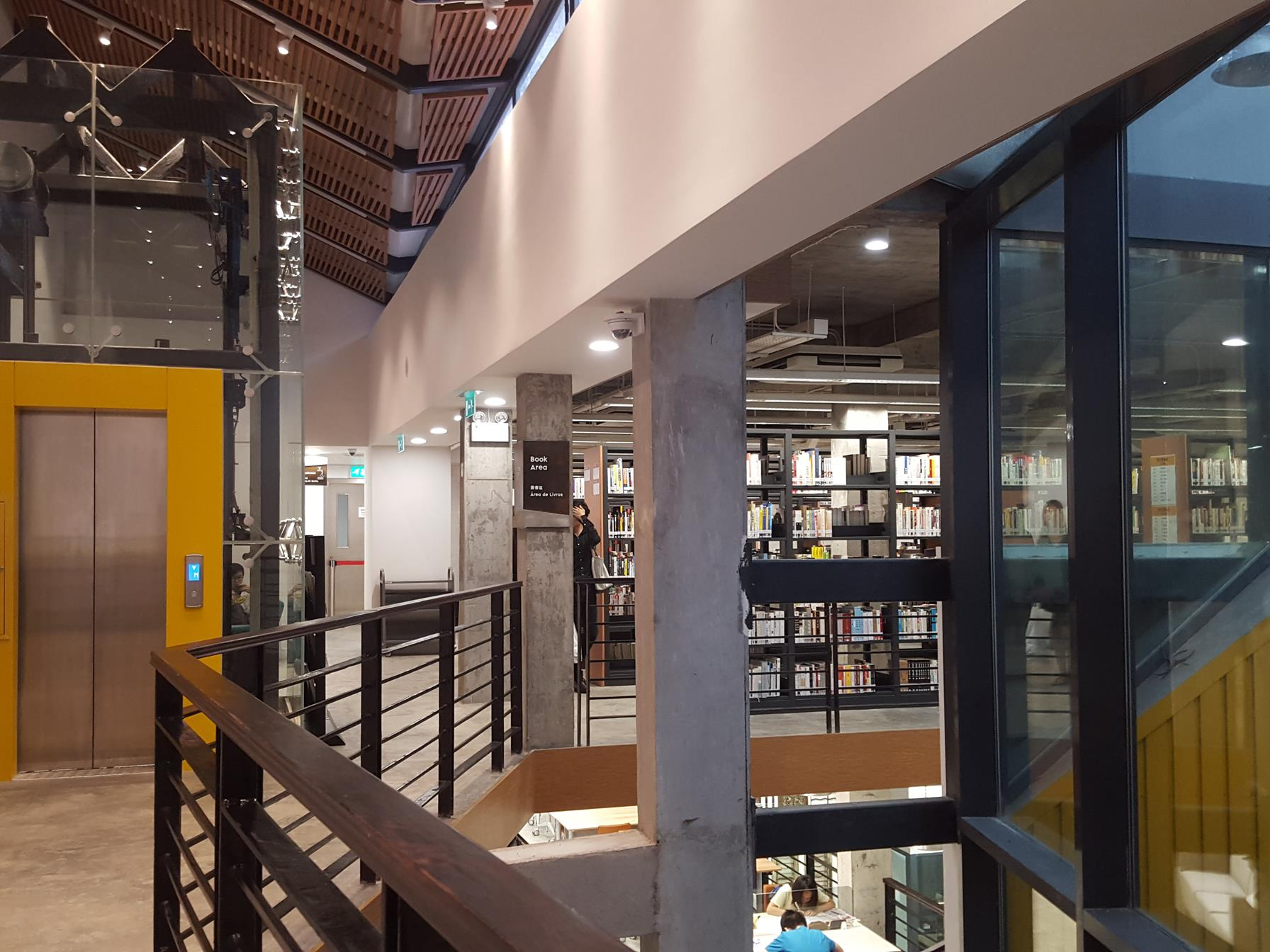
圖書館一樓

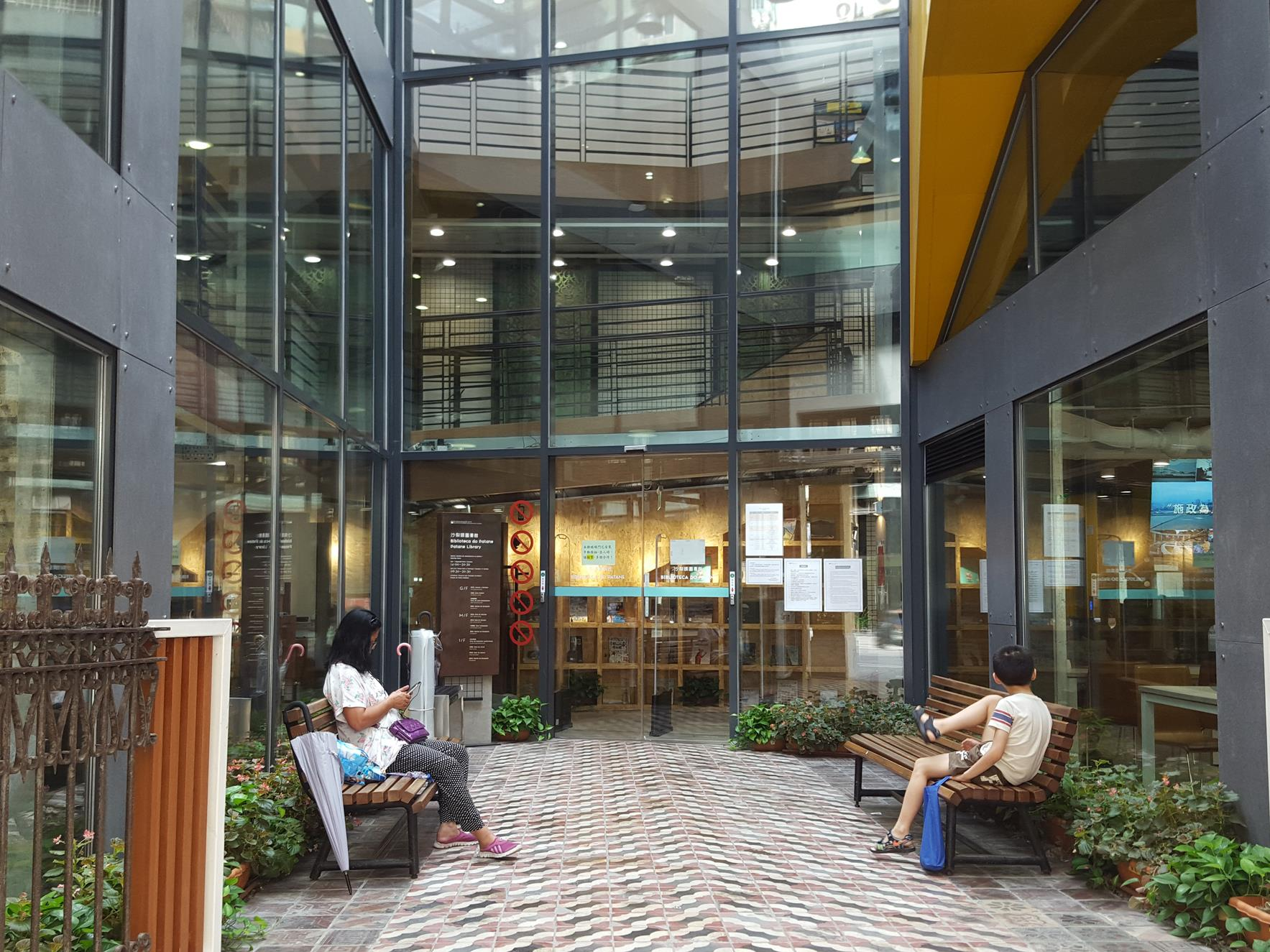
圖書館入口

22°12′07″N 113°32′08″E / 22.2020813°N 113.5354854°E
沙梨頭圖書館（葡萄牙語：Biblioteca do Patane）位於澳門沙梨頭海邊街69號至81號，是澳門特別行政區文化局轄下的公共圖書館之一。2016年12月9日啟用。

## 歷史
2010年底，文化局開始通過整理、加固修復和圖書館建設，完整保留原建築立面，共花費2,600萬澳門元。
2016年12月9日，由時任社會文化司司長譚俊榮、文化局局長吳衛鳴、公共圖書館館長鄧美蓮一起主持揭幕儀式，儀式後正式對外開放。

## 建築
圖書館原建築由建於1930年代的7幢舊建築群組成。建築採騎樓式的建築設計，佔地約1,130平方米，樓高3層，提供約150個讀者座位。
建築物為鋼筋混凝土構造，加上後期大量加建及改建、長期空置以及日久失修引起嚴重的結構損毀。同時，建築物坐落於20世紀初的填海地上，經歷長期地質沉降及附近興建高層建築的影響，地基出現沉降不均，加劇了結構損壞。文化局從2010年開始通過整理、加固修復和圖書館建設，完整保留原建築立面，共花費2,600萬澳門元。其中三座建築物在內部作出加固和補強，並保留部分結構。另外四座則以新結構替代。
由於該建築屬私人擁有，文化局以每月18萬元租金、每年11個月租金形式長期租用，每5年續約1次。

## 館藏與服務
設有一般圖書閱覽、兒童閱覽及報章雜誌閲覽服務。另外該館以電影及音樂為主題，設有影音資料區，可定期舉辦放映會及音樂會等活動。館藏約有2萬冊藏書、7000件影音資料、80種報章和600種雜誌等，預計可服務沙梨頭、大三巴兩區約30,000名居民。

## 鄰近公共運輸站
- 沙梨頭街市